# Poa cita
Poa cita är en gräsart som beskrevs av Elizabeth Edgar. Poa cita ingår i släktet gröen, och familjen gräs. Inga underarter finns listade i Catalogue of Life.